# 坦克人

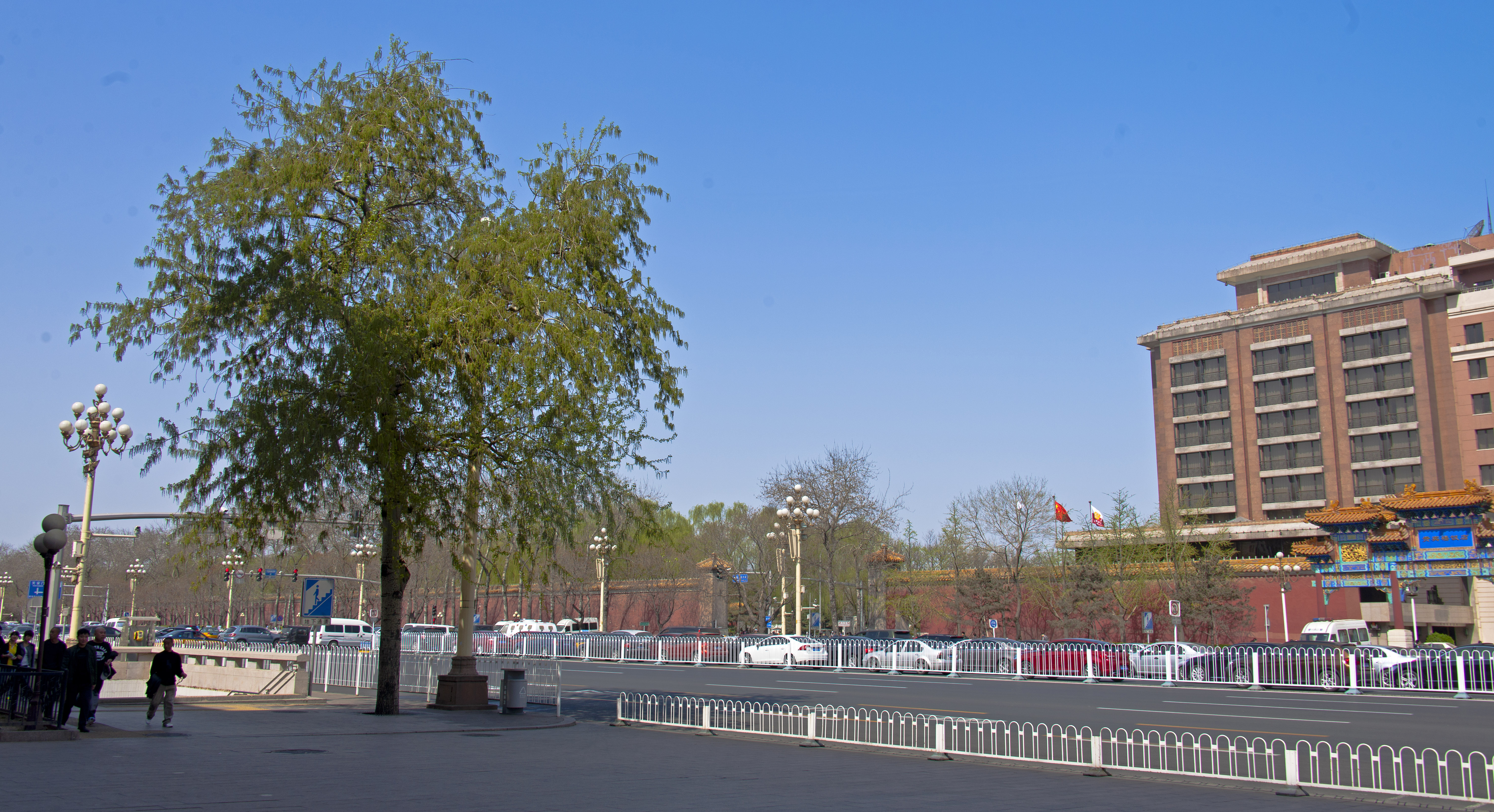
2014年的東長安街，背景處是北京飯店，往天安門廣場方向走去，就是當年的抗爭者與車隊對峙的位置。

「坦克人」是一名男性示威者的綽號，其真實身份不詳。該示威者於1989年6月5日（六四事件清場翌日）在北京東長安街上隻身阻擋中国人民解放军的59式坦克車隊駛離天安門廣場。儘管領頭的坦克駕駛一度試圖轉向繞過，但是仍然遭到攔阻而不得前進。該名示威者其後爬上坦克砲塔，並試圖和車長溝通。他似乎被說服而離開，坦克隊伍則繼續往前行進，但由於該名示威者又跑向前，駕駛員再度緊急煞停，雙方對峙一段時間後，一名騎著腳踏車的男子騎向坦克前方與阻擋坦克的男子交談，隨後兩名身穿藍色上衣的男子出現，帶著阻擋坦克的男子離開現場。示威者獨自阻擋坦克隊伍行進的過程被杰夫·怀德纳等攝影師及國外媒體記錄下來，相關相片和影像隨即在國際間各大報紙頭版與新聞媒體中廣為流傳並引起討论。其照片成為20世紀最為著名的照片之一。
許多關於六四天安门事件的紀錄片和相關展覽上，都會提及示威者阻擋坦克這一事件，並將「坦克人」視為六四的標誌性象徵。外界一直流傳該示威者姓名為「王維林」，該名最早是以英文拼音出現在英國《星期日快報》上，但該示威者的確切身份及下落至今依然不明，而不同新聞媒體對於該示威者更有不同稱呼。公共電視網節目《前線》曾在2006年為此拍攝紀錄片。
八一電影製片廠出品的新聞紀錄片《飘扬，共和国的旗帜》將該名男子稱為「螳臂擋車的歹徒」。西方社會則將該名男子稱作「坦克人」（Tank Man），或者是「無名的抗議者」（Unknown Protester）。1998年4月，美國《時代》雜誌將該名男子以「無名的反抗者」（The Unknown Rebel）為名，評選為20世紀最具影響力的100個人物之一。而在2003年時，由《生活》雜誌發行的《改變世界的100幅照片》中，同樣也收錄了阻擋坦克車隊的照片，儘管相關影像紀錄被視為20世紀標誌性的象徵，但由于中國政府禁止網際網路上流傳相關圖像，導致大部分中國民眾對此並不了解。2019年9月，相片的其中一名攝影師查理·柯爾在印尼峇里島逝世。

## 紀錄

由斯圖爾特·弗蘭克林所拍攝的更大範圍版本照片，可以看見後方有許多坦克跟著隊伍行進

1989年6月5日，中國政府實施六四清場作業已經過了2天。自北京市天安門出發的中國製59式戰車車隊正在故宮以南的東長安街行進，之後一名雙手持購物袋、穿著白色襯衫與黑色褲子的男子，主動擋在坦克隊伍的行進路線上。當下坦克隊伍停止前進，該名男子則揮手示意要坦克後退。領頭的坦克之後試圖繞開該名男子，但男子仍然跟隨不斷左右移動、繼續擋在坦克前方，這時後頭至少有18輛坦克也因此受到阻擋。在經過多次嘗試後，第一輛坦克放棄移動並關閉引擎，後方坦克隊伍也陸續關閉引擎。在迫使整個坦克隊伍停下後，該名男子爬上領頭的坦克上；他先是短暫地站在駕駛員艙門上，之後開始探查坦克砲塔上每個能夠打開的艙門。
最後爬上坦克砲塔上的男子，似乎在砲手艙門打開後彼此交談一陣子。結束談話後，該名男子從坦克側邊離去。同時原本在坦克裡的車長從自己艙門口出現，並向後頭的坦克隊伍揮手、表示停止前進。之後第一輛坦克突然發動引擎並準備向前行進，在坦克側邊1公尺至2公尺的男子看見坦克加速前進後，急忙跑上去並再度擋在坦克前方。雙方對峙一段時間後，先是有一名騎著的男子騎向坦克前方，並與阻擋坦克的男子交談幾句。而后2名身穿藍色上衣、並高舉雙手的男子也前往現場，接著便帶著阻擋坦克的男子快步離開街道混入人群中，坦克隊伍隨後則繼續向前行進。
介紹整起事件最常使用的相片為隸屬於美國最大通訊社美聯社的記者杰夫·怀德纳在北京飯店六樓陽臺拍攝的版本，當時距離事發地點大約有800公尺。怀德纳原本於6月3日晚間在長安街上遭到民眾投擲的石塊丟到頭部，但恰好因手持的尼康 F3相機在面前吸收了衝擊力道而保住性命。受傷並且罹患流感的他後來通過公安人員的檢查進入北京飯店，之後帶著攝影器材和底片的他就使用尼康 FE2相機搭配400mm 5.6 ED IF遠攝鏡頭以及TC-301增距鏡拍攝天安門廣場的情況。後來他發現底片不夠後則拜託科克·馬特森（Kirk Martsen）尋覓底片，在馬特森找到了一卷富士100度彩色負片並且將其裝上相機後，怀德纳便拍下了阻擋坦克的相片。儘管傑夫·怀德纳一度擔心相片的品質可能不如預期，但是他仍拜託馬特森將底片交給美聯社辦公室，馬特森之後則拜託美國駐華大使館將底片交給美聯社。据报道，美联社记者、普利策奖得主刘香成是该照片的发稿者。隨後這張相片便被世界各地的報紙大量採納而廣泛被視為六四天安门事件的象徵，甚至所有歐洲報紙的頭版都是使用這個版本的相片。
同樣注意着天安門廣場狀況的國際攝影經紀公司馬格蘭攝影通訊社的攝影師斯圖爾特·弗蘭克林也在北京飯店五樓拍下了另一個版本的相片，其中這一系列相片的視野比傑夫·怀德纳還要來得遠並且拍到更多後方的坦克。之後底片由一名法國學生藏在茶葉罐裡面走私出去，其中有些相片被2003年由《生活》雜誌發行的《改變世界的100幅照片》所收錄。而和美国公共電視網攝影團隊在同一陽臺拍攝的美國紐約《新聞週刊》工作人員查理·柯爾在拍完阻擋坦克的相片後，隨即將底片藏在北京飯店的馬桶水箱，接著公安機關便前來搜查他的房間，並且將所找到尚未使用的底片以及拍攝受傷示威群眾的底片加以破壞，之後要求柯爾簽署一份懺悔書。在搜索結束後，柯爾成功找回沒有被沖走的底片，並且交由《新聞週刊》發表，而他也因此獲得了1989年年度世界新聞攝影獎。
當時擔任路透社攝影記者的香港記者曾顯華於1989年6月3日拍照時遭到示威群眾毆打而受傷，而後陪同的外籍記者表示「我不是為了你的國家捐軀」後就離去了。而受傷的曾顯華返回北京飯店後想再度出去拍攝便遭到公安機關的攔阻，他只好在他11樓的房間窗口繼續關注長安街街上的動態。在拍下坦克遭到男子阻擋的一系列相片後，一開始路透社只選擇使用男子爬上坦克砲塔的相片。但當工作人員注意到傑夫·怀德纳的相片版本大受歡迎後，他們重新檢查曾顯華的底片以尋找是否有和怀德纳類似時間點拍攝的影像。經過幾個小時後，路透社才重新發布了曾顯華所拍攝的男子阻擋坦克之相片。另外一方面香港記者冼偉強也在北京飯店拍下王維林阻攔坦克隊伍前方長安街場景，並且於之後在《星島日報》發表該張照片。而有線電視新聞網和英國廣播公司的攝影團隊也拍攝了現場狀況，並且隨即將影像發送到世界各地播放。
而在2009年6月4日六四天安门事件20週年之際，《紐約時報》率先刊登了美聯社記者鐘同仁（Terril Jones）所拍攝的阻擋坦克之相片。這個版本和其他已知的男子阻擋坦克相片不同的是是在地面上所拍攝，同時顯示出該名男子在坦克靠近自己之前便已經站在長安街中央抗議。鐘同仁在接受《紐約時報》採訪時表示原本拍攝這張相片的目的是為了拍攝向前行進的坦克，因此他並不知道該名男子的存在；在美聯社發佈怀德纳的相片幾個月後，他才從洗出來的相片中辨認出自己所拍攝的相片也有捕捉到該名男子。鐘同仁声称此前為尊重這一標誌性的圖像而從未向新聞媒體發表，他表示：「我錯過了1989年發布這張相片的時機，今天是時候把它公佈於眾了。」

## 調查

### 王維林
有關該名阻擋坦克男子以及第一輛坦克車長的相關身分資料鮮少有所公開，就連阻擋坦克的男子其真實身分也未曾被實際確認。在事件發生後不久英格蘭小型報《星期日快報》便指稱該人為19歲的學生「王維林」（Wang Weilin），並且已經遭到中國政府以「政治流氓」和「企圖推翻中國人民解放軍」等罪名起訴。但是這一說法也遭到許多的質疑，其中曾經撰寫《神州怨：我從毛澤東時代走到現在的長征》的加拿大作家黃明珍則認為從事情的合理性以及《星期日快報》並沒有長期駐北京記者來看，認為該名男子並非真的叫做「王維林」。另外有些評論認為阻擋坦克的男子實際上是其他參與示威活動的大學學生，其他身分推論還有像是一名普通城市內的工人或者是工廠工人的兒子，甚至只不過就是剛好出現在該處的普通中國青年而已。也有人從衣裝認定他應該是剛搭乘火車到達北京市的民眾，其中歷史文獻學者吳仁華便認為從男子隨身攜帶的袋子可以判斷他可能為其他省份來到北京的學生。
而除了有關該名男子的身分推論外，其往後的遭遇也出現各式各樣的版本，並且這些說法有些相互矛盾。其中一些說法指稱該名男子遭到坦克輾斃，亦有報紙指稱其已經遭到中國政府逮捕，或者是在監獄中罹患了精神疾病。有來源聲稱在六四事件發生過後數個月他才遭到槍斃，或者認為之後就任中共中央總書記的江澤民因為擔心可能成為六四平反的因素而下令逮捕處死。但是黃明珍在與中國政府的新聞機構互動後否認這類說法，認為中國政府不但「不知道他是誰」而且該名男子到了今日仍然活著；而從之後並沒有人證實自己就是當時阻擋坦克的人判斷，她認為該名男子並沒有流亡至其他國家，而是繼續躲藏在中國大陸。在2006年時《大紀元時報》則報導表示，當時阻擋坦克的男子在由其他人護送離開現場後，便在北京市民的幫助下離開北京市並且躲藏3年9個月，之後決定流亡至臺灣而成為中國考古學者，不過這一說法隨後則遭到臺灣方面的否認。
中華人民共和國政府對於阻擋坦克事件或者涉及人士則很少發表言論，1990年美國廣播公司記者芭芭拉·沃尔特斯在訪問時任中共中央總書記江澤民時提到阻擋坦克男子的下落，江澤民先是透過翻譯表示：「我不能確證你提到的這個年輕人有沒有被拘捕。」之後沃尔特斯追問該名男子是否遭到秘密逮捕並且被處死時，江澤民則以英語回答說：“不過我想他沒有被殺”。在2001年，江泽民在接受CBS记者麦克·华莱士采访时称在1990年接受沃尔特斯采访后，他曾试图通过情报部门“使用所有的网络”寻找“坦克人”的下落，但是“经过一个月的调查”后，确信了“坦克人”没有被逮捕。江泽民同时说：“其实，我从来没见过这个年轻人，虽然我们曾经想找到他在何方，但是我们知道他没有被逮捕。我不知道他现在在中国哪里。”而由香港中國人權民運信息中心所取得的中國共產黨內部文件也提出類似觀點，其中一名中國共產黨黨員便表示：「我們無法找到他。我們從記者那得知他的名字，但我們用電腦檢查過後無論是已經逝世者、或者遭到監禁者裡，都沒有辦法找到他。」

### 其他推測
在視訊末段畫面顯示2名身穿藍色衣服的男子突然跑到現場，並且將阻擋坦克的男子快速帶離，但是許多人對於將阻擋坦克者帶離的2人真實身分抱持著懷疑。其中拍攝現場畫面的《新聞週刊》工作人員查理·柯爾在2005年10月時便公開表示，認為身穿藍色衣裝將男子拉走的人可能就是便衣公安機關成員，並且認為在這之後該名阻擋坦克的男子可能因而遭到強行拘捕。但是另外一方面，加拿大的《環球郵報》記者黃明珍則從兩人帶走阻擋坦克的男子動作來看，認為拉走男子的3名青年並非穿著便衣的中國人民武裝警察部隊或者是中國人民解放軍人員，而可能只是剛好看見此事而好心幫助的當地民眾。而吳仁華則在2010年6月時發表研究，認為該名男子阻擋坦克之後便遭到便衣公安人員帶走並且遇害；並且表示從旁邊的坦克部署來看，實際上阻擋坦克的地點應該是已經禁止民眾進入的南池子大街。同時吳仁華也認同另一名美國人類學教授教授所指稱，針對3名青年和阻擋坦克男子的肢體動作仔細研究後，認為3名青年是受過專業訓練的便衣人員，因此阻擋坦克的男子可能當場就遭到逮捕，並且至今下落不明。
在2008年6月時，流亡美國的中華人民共和國民主運動人士魏京生在劍橋大學的《勿忘六四：歷史，現實與未來》討論會上則提到另一個版本。他表示坐在遭攔截的第一輛坦克車裡的軍人是自己以前的同學，他的同學看該名男子試圖阻擋坦克後，立刻告訴軍隊偵查連要求把男子帶走以保護他，避免後者因為這項舉動而遭到坦克輾過。該名男子隨後被帶到中國人民革命軍事博物館安置，但之後又趁亂逃離並且因為再度阻擋坦克行進而喪生。同時也有報導指稱，該名命令坦克停止前進的車隊指揮官已經因為這次事件而被迫降級和申誡處分。另外關於該名男子爬上砲塔之後與車內的對話內容也有許多推測版本，一些報導認為該名男子可能試圖說服坦克內的軍人回頭並且停止殺害民眾的舉動，另外也有一些說法則明確指稱可能講過「滾出去！」、「離開我的城市、這是我的地方！」、「回去、轉過頭去、不要再殺害同胞。」或者是「你們為什麼在這裡？你們只會帶來痛苦。」等話語。
2017年7月，《苹果日报》报道，“王维林”本名可能叫张为民，北京石景山人，1989年时24岁。判决书指其以砖头砸坦克，最初被判无期徒刑，后减至20年，并在关押地北京市延庆监狱得奖后，10年前获假释离开监狱。但出狱后无亲无房，染上赌博恶习，几年后又收监至垦华监狱（地处天津，北京管理），加刑2年。爆料者自称在延庆监狱时期与张为民是同一监室，张为民现在在垦华监狱11分监区，预计即将出狱。

## 散佈

### 廣為流傳
這次阻擋坦克事件中共有4名攝影師將其拍成相片、並且於第一時間發佈出去，此外有一名攝影師一直到2009年6月4日時才發表了他從地面上所拍攝的事件相片。到了6月5日時全球數百個各大報紙和雜誌便陸陸續續提到這次事件，同時主要新聞媒體頻道也將其列為頭條新聞，而且使用了從靠近天安門廣場的北京飯店所拍攝的視訊畫面或者相片。透過世界各地媒體的播出，很快地國際上便將阻擋坦克的畫面視為六四事件的重要形象，並且廣泛認為這張圖像是20世紀標誌性的畫面。其中在2006年3月時，有線電視新聞網的新聞主播凱拉·菲利普斯在評論2006年法國青年抗議將其與天安門廣場上的抗議活動相連結，並表示：「這把人帶回到過去天安門廣場的回憶，當年我們看見這些積極份子站在坦克面前。」不過由於後來確認在抗議活動中並沒有人因而死亡，使得其這番言論引起了一部分人士的批評。之後國際社會多將阻擋坦克的男子視為成為中國民主運動的象徵、或者是一名青年願意冒著生命危險反抗極權主義的共產政權壓迫之形象，又或者是公民對於武裝鎮壓所進行的非暴力不服從行動等。
當阻擋坦克的影像傳至東歐地區後，其被視為爭取自由民主權利的無畏英雄，並且促使許多當地民眾發起遊行活動。在事件消息傳開後，位於美國的中國自由民主陣線和加拿大的中國民主促進會共同表示，在找到該名阻擋坦克的男子後願意提供1萬加拿大元；而香港美術學生也同樣設計出以阻擋坦克為主題的紀念銀幣，並且交由美國鑄幣局鑄造。而1998年4月時，美國《時代》雜誌以「無名的反抗者」（The Unknown Rebel）作為名稱評選為20世紀最具影響力的100個人物之一，而這也是除了中國共產黨中央委員會主席毛澤東以外唯一獲選的中國人。在2003年時，由《生活》雜誌發行的《改變世界的100幅照片》同樣選擇收錄了由查理·柯爾所拍攝的阻擋坦克照片，並且評論表示「這張照片顯示了十億多名中國人仍然是有希望的」。而2006年4月時，公共電視網系列電視節目《前線》在製作關於六四事件的紀錄片時也將影片命名為「坦克人」（The Tank Man）；其內容除了重新檢視該名男子在六四事件中所扮演的角色外，還報導1989年以後中國在經濟和政治上的變化。

### 中國反應
1989年7月，八一電影製片廠出品的新聞紀錄片《飘扬，共和国的旗帜》也使用了阻擋坦克的相關影像，並且表示：「请看这样一个难得的镜头。就在美国的宣传机器一面大肆鼓噪，污蔑中国军队血洗了天安门广场的时候，一面又狂热地把这个阻拦坦克的歹徒吹捧为英勇无畏的英雄。稍有常識的人都會看出，如果我們的鐵騎繼續前進，這個螳臂擋車的歹徒難道能夠阻擋得了嗎？摄像机拍下的这个画面，同西方某些国家的宣传恰恰相反，正好说明了我们的军队保持了最大限度的克制。」中國共產黨所擁有的新聞媒體，大都藉由這次事件來表现中國人民解放軍人性化的一面，表现他们儘管被要求持續前進但仍對於示威群眾保持克制態度。不過後來根據公共電視網所拍攝的紀錄片指出，之後這張相片成為象徵之後，有關阻擋坦克的影像便遭到中國共產黨嚴格禁止播出，而在中國的電視媒體上就也沒有再度播放相關內容。到了今日，中國政府透過防火長城等方式嚴格禁止在網際網路上有關於阻擋坦克的照片或者影像的流傳，並且包含六四事件在內的話題都無法公開談論。
對此公共電視網採訪6名專家時，他們指出關於整起事件的記憶似乎已經在中國境內逐漸模糊，而由於缺乏公開討論的緣故特別使得年輕人、乃至於就讀中的學生很少知道這件事情。當公共電視網在六四事件數年後採訪發起示威活動的北京大學學生時，許多人對於阻擋坦克這張照片感到「真正疑惑」，甚至有學生認為照片是一件「藝術作品」。不過在《前線》所發表的紀錄片《坦克人》中，仍然有學生在一旁小聲的回應「1989年」，這使得採訪記者推測學生可能會故意隱瞞他對於六四事件的了解。另外也有說法認為如果阻擋坦克的人還活著卻遲遲沒有出面，可能是因為他從來都不知道他已經在國際間成為著名人物。
然而在经历三十年的变迁后，普遍民众对政府使用武力镇压的态度已有变化，坦克清场甚至被认为是武力镇压的有效手段。在2019年，就有人呼吁中央政府直接以武力镇压结束香港反送中运动的呼声中，即有人提议使用。

## 影響

### 照片評價
今日美國和歐洲地區在討論六四事件時往往會提到阻擋坦克事件，並且將阻擋坦克者視為20世紀最偉大的英雄之一。在1995年10月，公共電視網拍攝的紀錄片《天安門》則評論阻擋坦克的男子為「這是人類良知與勇氣在向無情的國家機器挑戰」。而《時代》雜誌將阻擋坦克者評為20世紀最具影響力的100個人物之一，便於相關文章中提到「他的一個舉動為這個世界重塑了勇氣的象徵」，並且引用中國民主運動人士的話表示「坦克照片的英雄有兩個：未知的身影冒著生命危險站在在重型坦克面前，以及冒著道德挑戰的駕駛员拒絕輾斃他的同胞」。而在2009年六四事件二十週年紀念場合上，美國眾議院議長南希·裴洛西對於這次事件的照片則形容為「20世紀最持久的形象將再度永遠烙印在世界的良知中」。
而在六四事件中擔任學生領導人的周鋒鎖表示：「王維林擋坦克的形象，作為89民運的一個代表、一個象徵，已經深入人心，這可以說是中國人民為世界人道與自由事業，做出的最大貢獻。」而另外一名學生領導人封從德則評論說：「王維林擋坦克的照片，是20世紀最重要的一幅畫面，一個象徵。就是這個畫面，象徵了肆虐半個地球、整個20世紀的共產政權，走向衰亡。它滅亡的起點，就是『六四』。而『六四』真正的象徵，就是王維林。」而歷史學者唐德剛則在自己著作中提到：「王維林不是王丹，更不是宋教仁。他只是膽大包天的一個小神經而已。一個偉大的共和國，連一個神經兮兮的街坊小青年，都不能放過，那還是什麼個國家呢？」
但是王軍濤則認為「王維林」的影像影響了後來人們對於六四事件的觀感，他表示：「王維林擋坦克那個鏡頭雖然是一個經典鏡頭，在西方最廣為人知，但是按照方政先生的説法，這個鏡頭又曲解了天安門廣場上坦克和人之間的真實關係。就是説，實際上坦克是軋了人的。」另外一方面，中國政府則將阻擋坦克者視為一個不負責任的機會主義者，或者是聽信西方世界宣傳而作出這一舉動的人士。其中中國共產黨中央委員會總書記江澤民在2000年接受哥倫比亞廣播公司主持人邁克·華萊士採訪時，他對於華萊士所拿出阻擋坦克的照片表示：「在1989年動亂中我們完全理解學生要求更大民主自由時的激情。事實上，我們總是一直在改進我們的民主制度。但是，我們不可能允許懷有不良動機的人利用學生，以民主和自由為借口推翻政府。......我知道你在推進啥，但我要強調，我們完全尊重每一位公民自由表達個人希望和願望的權利，但我不贊成在緊急狀態時任何對政府行為的公然反對。坦克停住了，沒有壓過他。」

### 流行文化

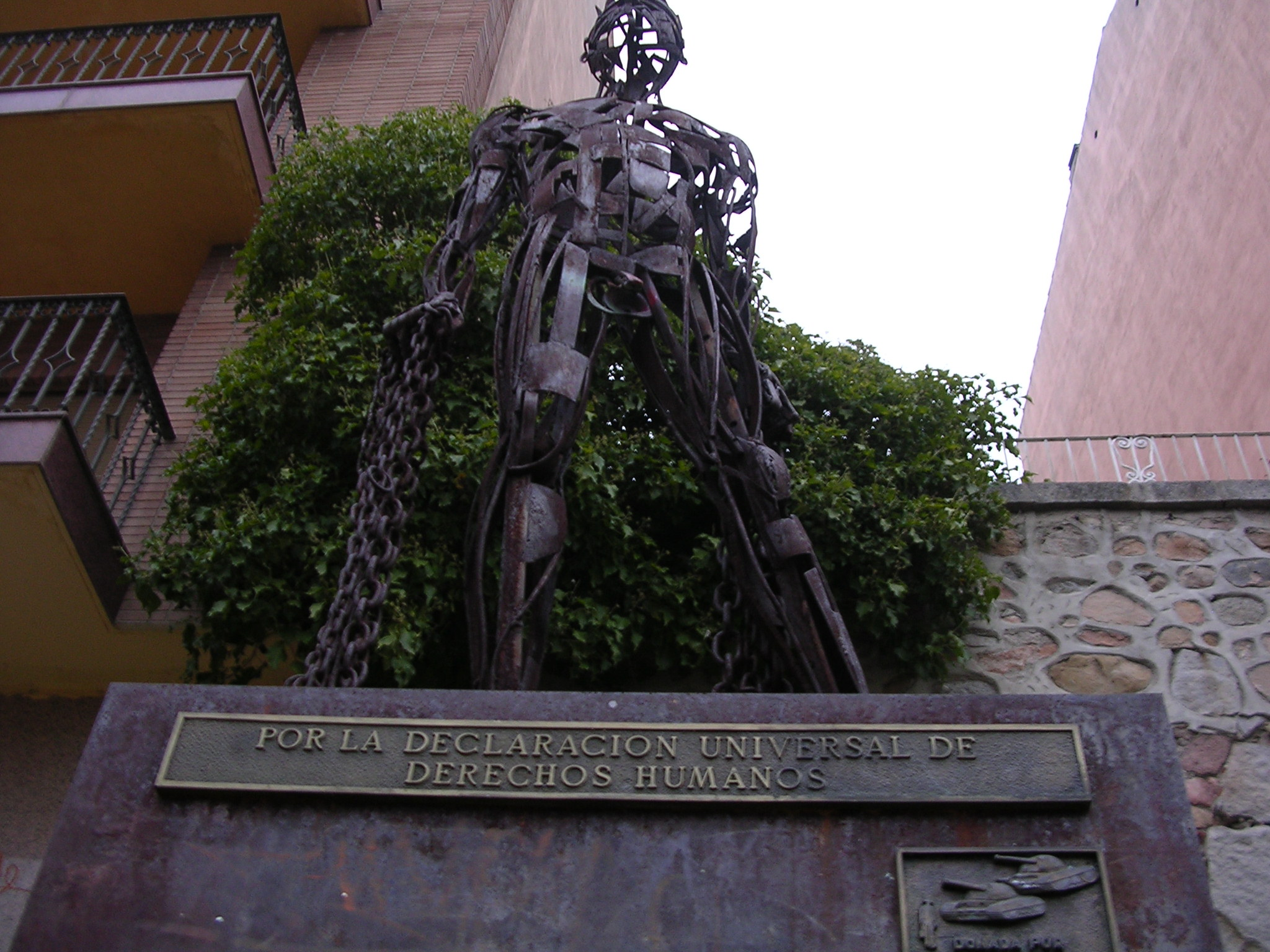
西班牙圣罗克公园的坦克人雕塑
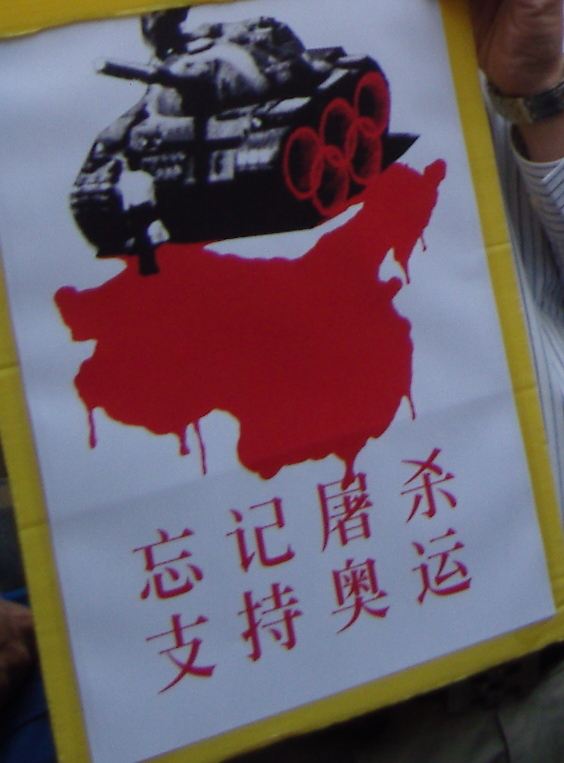
2008年香港，反对北京奥运会的宣传
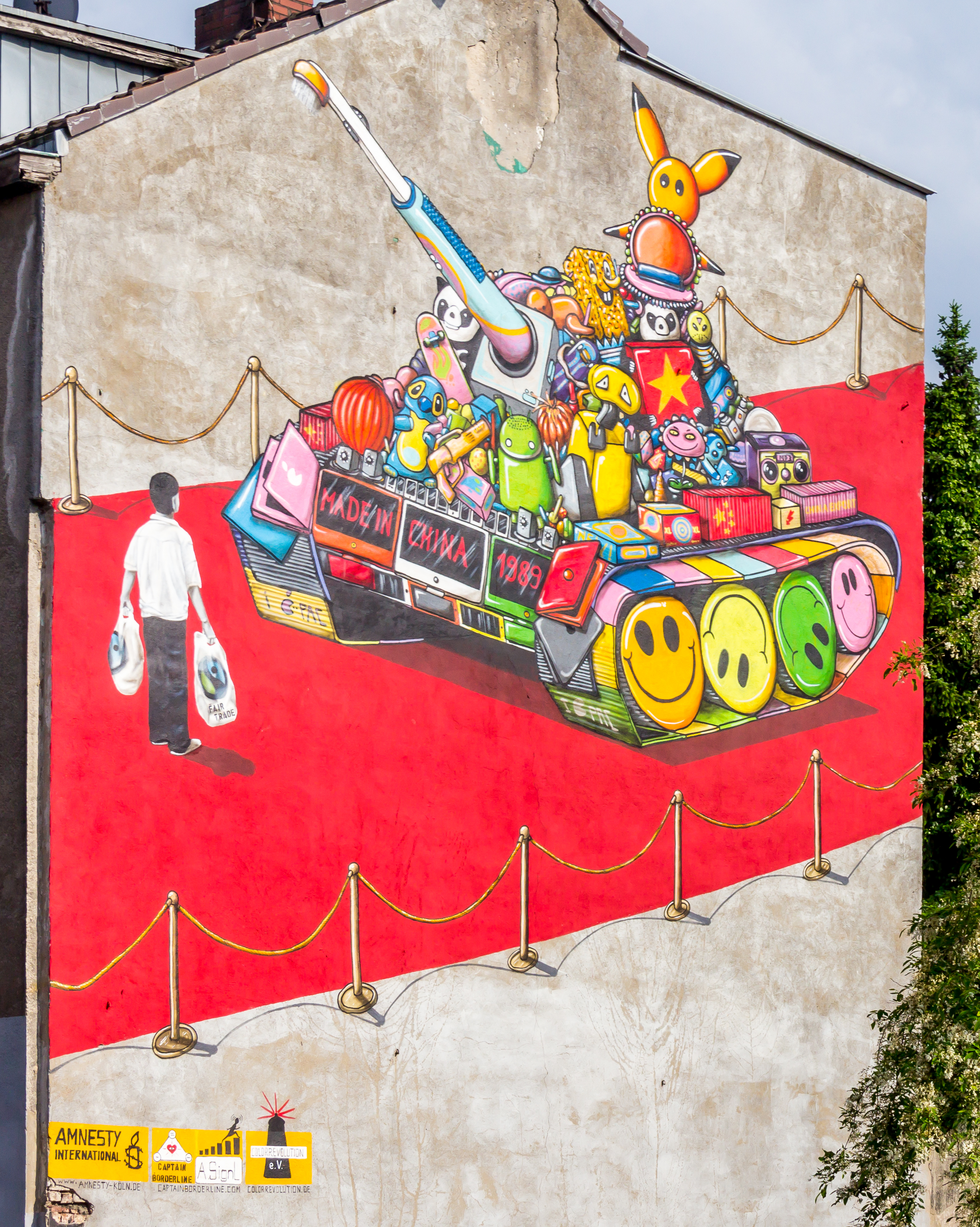
以坦克人为原型的恶搞作品
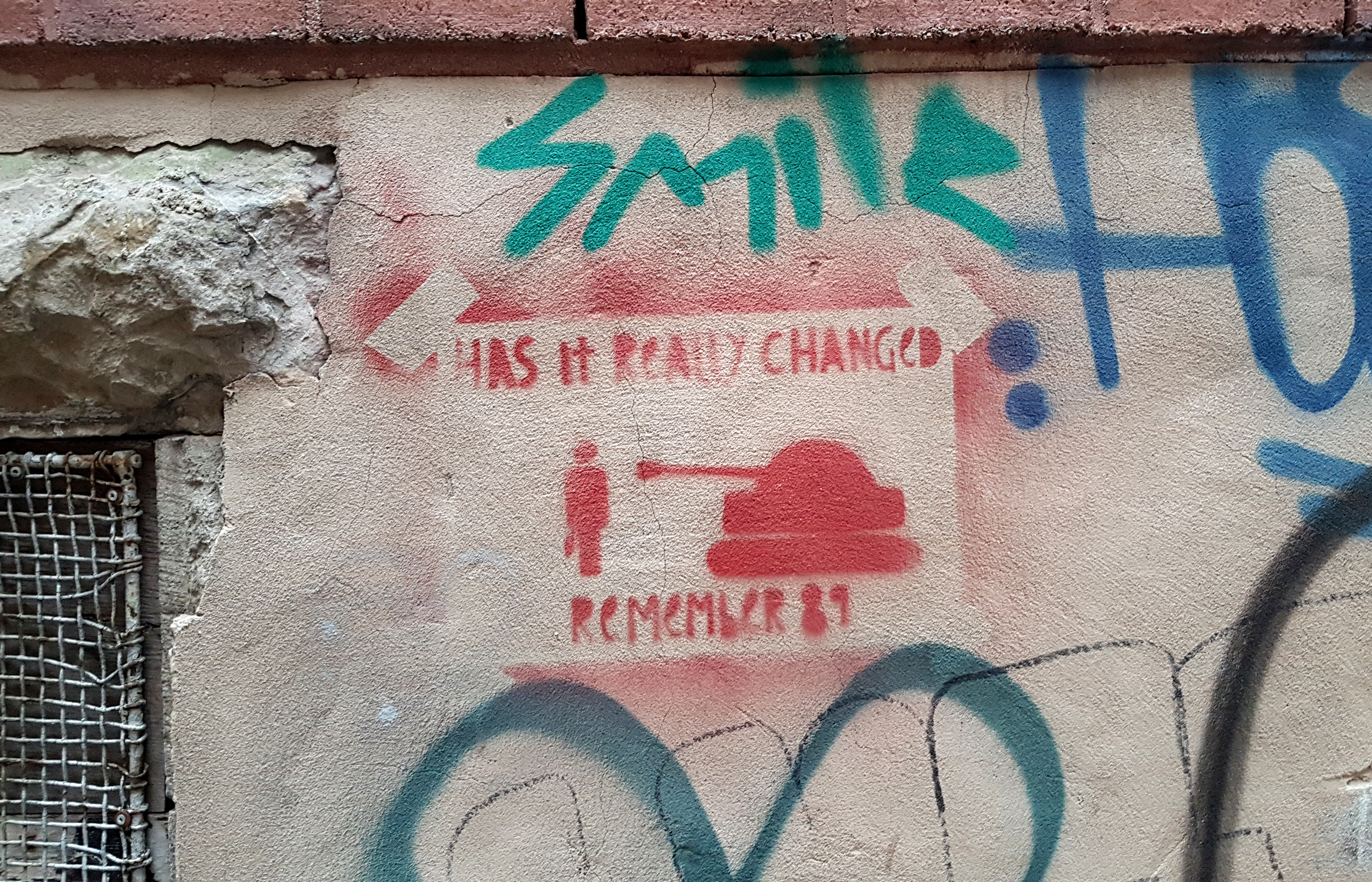
加拿大蒙特婁某处的涂鸦
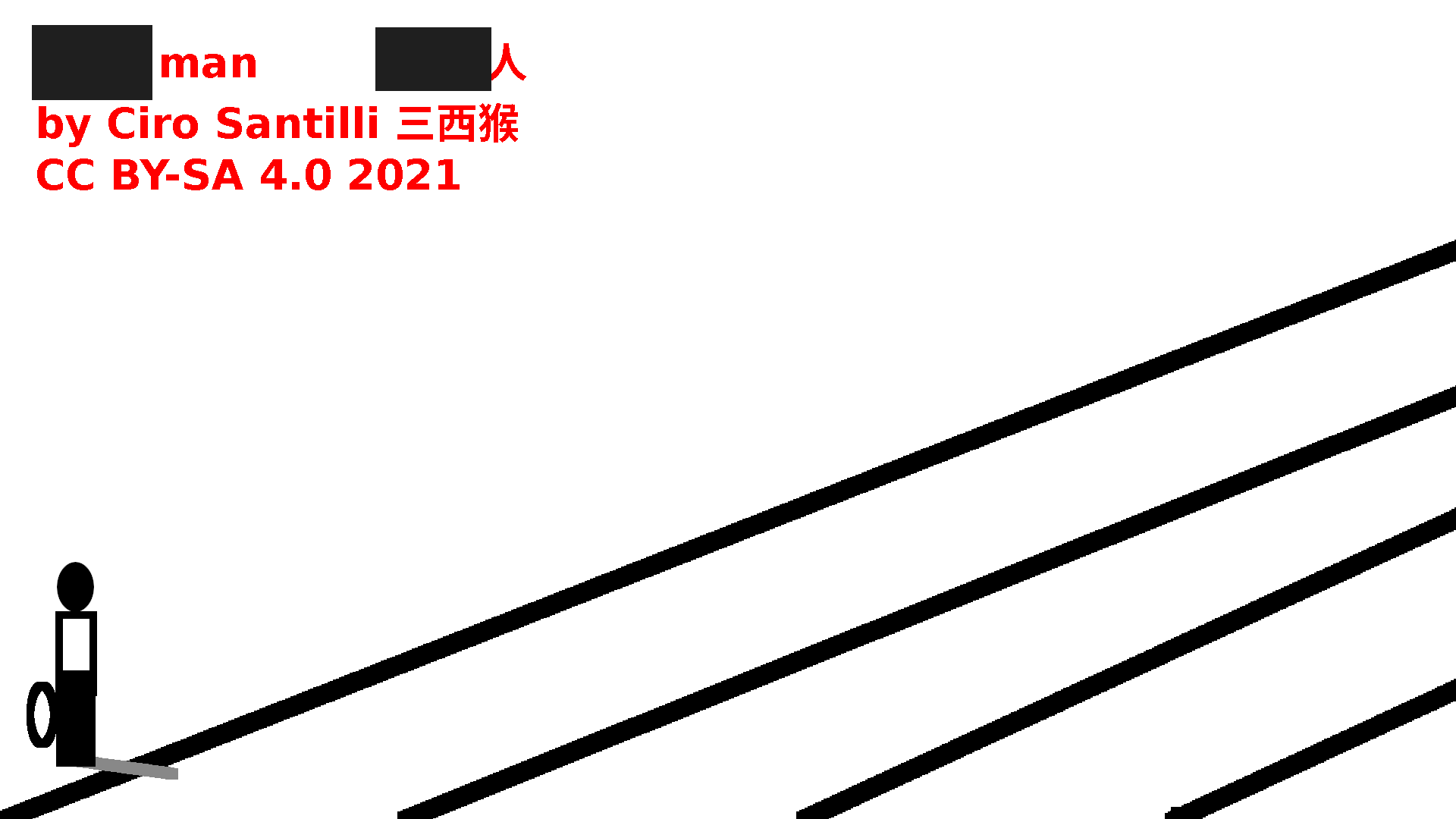
被审查了的坦克人涂鸦

數個音樂團體也在其作品的音樂影片中使用了阻擋坦克的影片或者是圖像，這包括有加拿大搖滾歌手尼爾·楊在其1989年的單曲專輯《自由》所收錄的歌曲《在自由世界搖滾》、德國重金屬樂團蠍子樂隊在其1990年的音樂專輯《瘋狂世界》所收錄的歌曲《變遷之風》、波蘭搖滾樂團庫爾特樂團在其1991年的音樂專輯《你的眼睛》所收錄的歌曲《嘿，你不知道》（Hej, czy nie wiecie）、巴西金屬樂團神碑合唱團在其1994年的音樂專輯《混沌A.D.》所收錄的歌曲《拒絕/抵制》、美國重金屬樂團永不超生樂團在其1996年的第二張專輯《狂喜的權力關係》所收錄的歌曲《天安門男子》（The Tiananmen Man）、美國創作歌手在其1996年的歌曲專輯《他們不關心我們》、德國龐克樂團死褲子樂隊在其1998年的歌曲專輯《Pushed Again》以及俄羅斯歌手麗莎·福克斯在其2013年單曲專輯《自由》（Free）等。而美國搖滾樂團謾罵者合唱團在其依照1960年代民歌改編的主打歌曲《五百里》中，進一步將第三段歌詞改為「一百輛坦克沿駛入廣場，一位男子漢挺身阻擋它們來其，即刻就是將來，當洪流轉彎，我將獲得解放。」（A hundred tanks along the square, One man stands and stops them there, Someday soon the tide'll turn and I'll be free)，以及在火柴盒二十（Matchbox 20）的歌曲《How Far We've Come》裡的2:09秒出現王维林阻擋坦克的影片。2019年，香港組合達明一派推出六四紀念歌曲《回憶有罪》，音樂錄影帶以3D線框圖表現，當中有一人面對一坦克的畫面。
2000年時，史蒂芬·庫恩斯便在自己的小說作品《香港》（Hong Kong）中將阻擋坦克者塑造成一名反對共產政府的政治叛亂領導者。在2005年時臺灣藝術家陳一凡則是舉辦了個人展覽《王維林精神永垂不朽－向偉大的模糊致敬》，並且使用了阻擋坦克等影像表現作品。2009年時，澳洲藝術家多布拉·凱莉（Deborah Kelly）則和友人發明了以阻擋坦克男子的動作編成的舞蹈，並且透過網站與YouTube推廣藉由這一舞蹈表示紀念。而在2013年時，露西·柯克伍德則發表了以阻擋坦克的男子和在坦克內的軍人其後續劇情發想而成的舞台劇《中美國》。同一年西班牙藝術家費南多·珊雀斯·卡斯蒂羅以阻擋坦克的男子為題材製作成等身大小的雕像，在於荷蘭烏特勒支當地的大型賣場發表後由烏特勒支中央博物館購買並且長期展出。另外在美國加州奧克蘭市的亨利·凱澤紀念公園中，則以25位世界著名的人權領導者為主題製作了大型紀念銅像《記住他們》（Remember Them），並且稱阻擋坦克男子為「天安門廣場無名反叛者」。美国成人动画情景喜剧《辛普森一家》也曾多次影射王维林，例如第16季第12集《咕咕鸡饭》和第22季第12集《父亲霍默》。
2019年4月17日，英国第四频道播出电视剧《中美国》，该剧改编自露西·科克伍德的同名舞台剧。本剧讲述了一名美国摄影记者抓拍到王维林只身挡坦克的一幕，多年后他寻找王维林下落的故事。

### 纪念
2019年，美国华人为了纪念“六四”事件30周年，举行“坦克人”雕塑揭幕仪式。

### 審查事件
中國大陸仍然有許多媒體藉由阻擋坦克之類似圖像來低調紀念六四事件，例如在2010年6月1日時《南方都市報》在兒童節特刊登出一幅描繪有坦克車隊圖像的漫畫。而同年10月時中國大陸藝術家張大力則是於廣東美術館以陪襯修改過的圖片為由公開發表阻擋坦克的照片，主辦方則是在新聞媒體關注此舉後將照片撤去。2011年2月時，利比亞領導人穆阿邁爾·格達費在鎮壓班加西反對其統治的起義行動後，透過電視廣播發表演講表示：「天安門事件發生時，坦克開進去對付示威人們，這可不是開玩笑的。要盡全力保持國家統一，站在坦克前面的人，都被碾得粉碎。中國的完整和統一，重於天安門廣場的人們。」隨後中國媒體便封鎖有關格達費所說的參考六四事件處理民眾騷亂的內容。
2012年6月3日，在微網誌開始流傳長髮女子在長安街阻擋多輛越野車的廣告作為紀念，甚至網際網路上還有以拖拉機暗指坦克，而將這次事件稱作「勇擋拖拉機遊戲」。2013年6月1日，中國國內網站網易在兒童節專題「致我們終將逝去的童年」上用樂高積木擺出類似阻擋坦克的圖片，隨後引起中國網際網路用戶熱烈的討論，但是該專題便馬上遭到刪除。而在同年6月4日時，網際網路上也開始流傳以黃色小鴨替代4輛坦克的紀念六四事件24週年的表情包，但這也讓「黃色小鴨」一詞後來成為遭到封鎖的關鍵字。2016年6月5日，香港則發生無法在Facebook上發出「Tankman do you recognize this image」（「坦克人，你認得這張圖片嗎」）的英文字句，而遭質疑是言論審查。2017年6月4日前后几天，新浪微博的网友们发现海外用户无法发出图片，此次异常被怀疑为是新浪微博平台对六四事件的审查。
2017年，小蓝单车北京分公司与“掌游天下”联合推出活动，宣传《王牌大作战》手游。在6月3日至4日期间，所有带有坦克图标的小蓝单车可免费骑行，当骑行两辆及以上不同编号的带有“坦克”标示的单车，可参加抽奖。该活动时间恰逢“六四事件”敏感时期，因而引发热议，后被迅速叫停。
2019年4月，國際廣告公司「上奇廣告」的巴西分公司「F/Nazca Saatchi & Saatchi」公佈了一部題為《徠卡：獵手》的微電影，生動展現西方攝影記者冒著生命危险，記錄世界各地發生的戰爭衝突等歷史場景。而王維林阻擋坦克的經典照片就出現在影片中。由於影片出現了德國相機製造商徠卡的商標，各界認為影片是該公司的宣傳廣告，但事实上坦克人照片均为使用尼康相机拍摄。而影片相關消息在網際網路上遭到中國政府的严格审查，「徠卡」與「Leica」一度被列為過濾關鍵詞。大批中國网民湧入徠卡相機的新浪微博帳戶，留言斥責該公司「辱華」。不過相比之下臺灣等地對這部影片的迴響非常大，其中批踢踢網友表示支持。
2021年6月5日，路透社报道称，在六四事件三十二周年当天周五，来自美国、新加坡、德国等地用户通报，在“必应”键入关键字“坦克人”(Tank man)，无论是在视频或图片搜寻功能中都无法找到坦克人照片。微软因此被质疑实施内容审查，在六四当天屏蔽坦克人。微软公司周五回应称这是“人为失误”，正在积极解决问题。在微软承认问题的数小时后，在“必应”中搜寻“坦克人”仍只显示其他国家的坦克照片。微软并没有详细说明这个人为错误是什么，或是它如何发生的。
2022年5月，自媒体赛雷因制作的视频中含有坦克人镜头而被封禁一年。6月3日，网红李佳琦因在带货直播中端出坦克造型蛋糕，直播被切断。

### 類似事件
2020年4月，2019冠狀病毒病疫情期間，美國有一醫護以身阻擋宣傳車輛，以阻城市解封，環球時報主編胡錫進稱讚該醫護人員為美國的坦克人。而到了2020年5月份，因為美警執法不當而造成黑人乔治·弗洛伊德之死，引發1992年洛杉磯暴動以來最大規模的全國性人權訴求運動，該運動因違反部分地區戒嚴命令，在鎮壓下很快演變成暴力衝突，過程中美國當局出動鎮暴部隊射擊運動支持者，並以車輛衝撞、碾壓並加速逃逸的景象廣泛傳布，甚至使得在中國大陸輿論中坦克人事件的調性也逐漸變化。6月3日，《環球時報》總編胡錫進藉由此事件，再度發文重提坦克人，並直接提及「天安門事件」，以該事件類比美國近日因非裔男子佛洛伊德之死引發的暴動，諷刺地說「美國以獨特的方式在紀念天安門事件」引發相當爭議。
2022年俄罗斯开始全面入侵乌克兰后不久，有媒体爆出有一名乌克兰人模仿六四事件的坦克人，只身阻挡俄军的坦克前进。

### 引用
1. 1 2 3  Kallie Szczepanski. . About.com. 2008-06-08  [2014-01-17]. （原始内容存档于2009-06-05） （英语）.
2. 1 2  吴仁华. .   [2023-06-25]. （原始内容存档于2023-06-24）. 当天发生一件令世界震撼的事情，在东长安街，天安门城楼与北京饭店之间路段，一位青年独身阻拦一队坦克，后来被几个人拉走。盛传此人名叫王维林。王维林至今生死不明。
3. ↑  Marc Epstein. . L'Express. 2009-06-04  [2014-01-17]. （原始内容存档于2014-02-19） （法语）.
4. ↑  .   [2023-06-04]. （原始内容存档于2023-06-04）.
5. 1 2 3 4 5 6 7 8 9 10 11 12  Patrick Witty. . 《紐約時報》. 2009-06-03  [2014-01-17]. （原始内容存档于2020-03-16） （英语）.
6. 1 2 3  南希·裴洛西. . Democratic Leader Nancy Pelosi. 2009-06-03  [2013-12-28]. （原始内容存档于2014-01-06） （英语）.
7. 1 2  辛菲. . 《大紀元時報》. 2006-06-01  [2014-01-17]. （原始内容存档于2014-01-18） （中文（繁體））.
8. ↑  徐沛. . 《新紀元周刊》. 2009-06-18  [2014-01-17]. （原始内容存档于2014-02-22） （中文（繁體））.
9. 1 2 3 4  美聯社. . 《洛杉磯時報》. 1990-06-03  [2014-01-17]. （原始内容存档于2014-02-20） （英语）.
10. 1 2 3 4 5 6  皮科·艾爾（英语：Pico Iyer）. . 《時代》. 1998-04-13  [2014-01-17]. （原始内容存档于2019-09-05） （英语）.
11. 1 2  . YouTube. 2013-06-05  [2018-05-30]. （原始内容存档于2019-02-03） （中文（繁體））.（此视频坦克人相关片段从第6分42秒持续到第7分41秒）
12. ↑  許懿安. . 香港01. 2019-09-13. （原始内容存档于2020-04-14）.
13. ↑  黎安友. . 《外交政策》. 2001年2月  [2013-01-18]. （原始内容存档于2012-10-16） （英语）.
14. ↑  Andrew Langley. . 美國曼凱托（Mankato）: 凱普斯出版社（英语：Capstone Publishers）. 2009-01-01: 第45頁  [2013-12-28]. ISBN 978-0756541019 （英语）.
15. ↑  . Chine Informations.   [2014-01-17]. （原始内容存档于2013-01-22） （法语）.
16. 1 2 3 4 5 6  公共電視網. . 《前線》. 2006-04-11  [2013-12-28]. （原始内容存档于2014-02-21） （英语）.
17. ↑  肖笙. . 《大紀元時報》. 2013-05-28  [2014-01-17]. （原始内容存档于2014-02-18） （中文（繁體））.
18. 1 2  詹姆斯·巴朗（英语：James Barron (journalist)）. . 《紐約時報》. 1989-06-06  [2014-01-17]. （原始内容存档于2014-02-22） （英语）.
19. ↑  Sean Alfano. . 哥倫比亞廣播公司. 2009-06-02  [2014-01-17]. （原始内容存档于2014-02-01） （英语）.
20. ↑  Patrick Witty. . 《時代》. 2012-06-05  [2014-01-17]. （原始内容存档于2012-06-07） （英语）.
21. ↑  . 端传媒. 2019-05-19  [2019-05-27]. （原始内容存档于2019-05-23）.
22. 1 2  《生活》. . 《改變世界的100幅照片（英语：100 Photographs that Changed the World）》.   [2014-01-17]. （原始内容存档于2015-12-07） （英语）.
23. 1 2  
Monika Rębała. . 《新聞週刊》. 2011-08-09  [2014-01-17]. （原始内容存档于2013-12-05） （波兰语）.
24. ↑  世界新聞攝影比賽. . 年度世界新聞攝影獎（英语：World Press Photo of the Year）.   [2014-01-17]. （原始内容存档于2014-02-01） （英语）.
25. 1 2  何鳳儀. . 香港攝影記者協會. 2013-03-20  [2014-11-17]. （原始内容存档于2014-06-04） （中文（繁體））.
26. ↑  . 《蘋果日報》. 2012-06-03  [2014-01-17]. （原始内容存档于2014-06-05） （中文（繁體））.
27. ↑  . 香港記者協會.   [2013-12-28]. （原始内容存档于2013-10-29） （中文（繁體））.
28. 1 2  . BBC新聞. 2005-10-07  [2014-01-17]. （原始内容存档于2013-12-11） （英语）.
29. ↑  . 有線電視新聞網.   [2013-12-28]. （原始内容存档于2014-10-04） （英语）.
30. 1 2  鐘同仁（Terril Jones）. . 波莫納大學（英语：Pomona College）. 2009年  [2014-11-17]. （原始内容存档于2010-03-06） （英语）.
31. 1 2 3 4 5  Patrick Witty. . 《紐約時報》. 2009-06-04  [2014-01-17]. （原始内容存档于2013-12-21） （英语）.
32. ↑  Peter Blunschi. . 《20分鐘（英语：20 Minuten）》. 2009-06-13  [2014-01-17]. （原始内容存档于2013-12-20） （德语）.
33. ↑  Micky Wong. . Angelfire. 1998-04-07  [2014-01-17]. （原始内容存档于2014-02-19） （中文（繁體））.
34. ↑  Asia Watch Committee. . 美國紐約: 人權觀察. 1994年2月: 第194頁  [2013-12-28]. ISBN 978-1564321053 （英语）.
35. 1 2 3  《聯合報》. . 六四檔案. 1989-06-20  [2014-11-17]. （原始内容存档于2014-02-01） （中文（繁體））.
36. ↑  Kallie Szczepanski. . About.com.   [2014-01-17]. （原始内容存档于2014-02-01） （英语）.
37. 1 2  . 《產經新聞》. 2009-06-04 （日语）.
38. 1 2  吳仁華. . 獨立中文筆會. 2010-04-16  [2014-01-17]. （原始内容存档于2014-03-26） （中文（简体））.
39. ↑  杜斌. . 右派網. 2013-05-31  [2014-02-14]. （原始内容存档于2014-02-22） （中文（繁體））.
40. ↑  علیرضا مجیدی. . 1pezeshk.com. 2007年11月  [2014-01-17]. （原始内容存档于2014-02-04） （波斯语）.
41. ↑  . 香港市民支援愛國民主運動聯合會. 2009年  [2014-01-17]. （原始内容存档于2014-02-01） （中文（繁體））.
42. ↑  . 《衛報》. 1999-05-31  [2014-01-17]. （原始内容存档于2014-02-19） （英语）.
43. ↑  《大紀元時報》. . 看中國. 2013-07-04  [2014-01-17]. （原始内容存档于2014-02-23） （中文（繁體））.
44. ↑  . 《蘋果日報》. 2006-06-02  [2014-01-17]. （原始内容存档于2014-02-02） （中文（繁體））.
45. ↑  魏國金. . 《自由時報》. 2006-06-03  [2014-02-14]. （原始内容存档于2014-03-25） （中文（繁體））.
46. ↑  安東尼·托馬斯（英语：Antony Thomas）. . 《前線》. 2006-04-11  [2014-01-17]. （原始内容存档于2014-04-16） （英语）.
47. ↑  安東尼·托馬斯（英语：Antony Thomas）. . 《前線》. 2006-04-11  [2014-01-17]. （原始内容存档于2008-07-20） （英语）.
48. ↑  Maria Kruczkowska. . Agora SA（英语：Agora SA）. 2007-06-05  [2014-01-17]. （原始内容存档于2013-12-03） （波兰语）.
49. 1 2 3 4 5  Jane Macartney. . 《泰晤士報》. 2009-05-30  [2014-01-17]. （原始内容存档于2011-06-29） （英语）.
50. ↑  CK. . 自由亞洲電台. 2010-06-04  [2014-01-17]. （原始内容存档于2014-10-06） （中文（简体））.
51. 1 2  汪宜儒. . 中時電子報. 2009-06-03  [2014-11-17]. （原始内容存档于2014-02-01） （中文（繁體））.
52. 1 2  Kallie Szczepanski. . About.com.   [2014-01-17]. （原始内容存档于2014-01-07） （英语）.
53. ↑  苹果日报. . 2017-07-19. （原始内容存档于2017-07-22）.
54. ↑  法新社. . Fin24. 2006-03-28  [2014-11-17]. （原始内容存档于2015-03-19） （英语）.
55. ↑  萬生. . 《大紀元時報》. 2006-06-03  [2014-01-17]. （原始内容存档于2014-02-01） （中文（繁體））.
56. ↑  唐柏橋. . 自由亞洲電台. 2005-02-14  [2014-01-17]. （原始内容存档于2014-10-06） （中文（简体））.
57. ↑  顏宏駿. . 《自由時報》. 2014-01-08  [2014-01-17]. （原始内容存档于2014-01-09） （中文（繁體））.
58. 1 2  香港市民支援愛國民主運動聯合會. . 民運人士資料搜尋.   [2014-01-17]. （原始内容存档于2014-02-03） （中文（繁體））.
59. ↑  . 《蘋果日報》. 2009-05-29  [2014-11-17]. （原始内容存档于2014-10-06） （中文（繁體））.
60. ↑  , 1:01:50,   [2022-08-22], （原始内容存档于2022-08-22） （中文（中国大陆））
61. ↑  中国人民解放军总政治部宣传部. . 互联网档案馆. 1987-07-17. 请看这样一个难得的镜头：就在美国的宣传机器一面大肆鼓捣，污蔑中国军队血洗了天安门广场的时候，一面狂热地把这个阻拦坦克的歹徒吹捧为英勇无畏的英雄。稍有常识的人都会看出，如果我们的铁骑继续前进，这个螳臂当车的歹徒难道能够阻挡得了吗？摄像机拍下的这个画面，同西方某些国家的宣传恰恰相反，正好说明了我们的军队保持了最大限度的克制。
62. ↑  . YouTube. 2009-06-05. （原始内容存档于2016-04-02） （中文（中国大陆））.
63. ↑  Andrew Higgins. . 《華盛頓郵報》. 2012-01-21  [2014-01-17]. （原始内容存档于2014-10-06） （英语）.
64. ↑  小喬. . 《大紀元時報》. 2013-06-05  [2014-02-14]. （原始内容存档于2014-02-22） （中文（繁體））.
65. 1 2  公共電視網. . 《前線》. 2006-04-11  [2014-01-17]. （原始内容存档于2013-10-30） （英语）.
66. ↑  . Ukrayinska Pravda. 2011-06-04  [2014-01-17]. （原始内容存档于2014-01-11） （乌克兰语）.
67. ↑  孟宝勒. . 纽约时报中文网. 2019-08-14  [2019-09-29]. （原始内容存档于2019-09-27） （简体中文）. 在类似于Twitter的中国社交媒体平台微博上，发帖者正在越来越多地呼吁中央政府采取行动。把他们“打残都不能够”，一名人士周二在提到抗议者时说。“必须打死。就该派几辆坦克车压过去清理掉就干净了。”这反映了微博上少数人不理智的情绪。
68. ↑  Su Mingyu. . China Gaze. 2013-06-04  [2014-01-17]. （原始内容存档于2014-02-20） （英语）.
69. 1 2  楊樺. . 希望之聲國際廣播電台. 2013-06-06  [2014-11-17]. （原始内容存档于2014-10-06） （中文（繁體））.
70. ↑  CK. . 《大紀元時報》. 2008-06-07  [2014-01-17]. （原始内容存档于2014-02-18） （中文（繁體））.
71. ↑  唐德剛. . 臺灣臺北: 遠流出版公司. 2002年: 第108頁. ISBN 978-9573246800 （中文（繁體））.
72. ↑  葉兵. . 美國之音. 2012-06-02  [2014-01-17]. （原始内容存档于2012-12-26） （中文（繁體））.
73. ↑  泉野. . 多維新聞. 2014-04-03  [2014-01-17]. （原始内容存档于2014-06-06） （中文（简体））.
74. ↑  CBS公司. . 《60分鐘》. 2000-08-31  [2014-01-17]. （原始内容存档于2014-06-06） （英语）.
75. ↑  . 美通社. 1996-03-29 （英语）.
76. ↑  . Apple Daily 蘋果日報.   [5 June 2019]. （原始内容存档于2019-06-05）.
77. ↑  翁淑英. . 中華民國帝門藝術教育基金會.   [2014-11-17]. （原始内容存档于2014-02-22） （中文（繁體））.
78. ↑  露西·柯克伍德（英语：Lucy Kirkwood）. . 阿爾梅達劇院（英语：Almeida Theatre）.   [2014-11-17]. （原始内容存档于2014-10-06） （英语）.
79. ↑  亨利·希金斯（英语：Henry Hitchings）. . 《倫敦旗幟晚報》. 2013-05-29  [2014-11-17]. （原始内容存档于2014-10-06） （英语）.
80. ↑  . 烏特勒支中央博物館（英语：Centraal Museum）. 2013-09-20  [2014-11-17]. （原始内容存档于2013-12-03） （荷兰语）.
81. ↑  CK. . 自由亞洲電台. 2013-07-19  [2014-11-17]. （原始内容存档于2014-12-13） （中文（简体））.
82. ↑  Mark Dufreneposted. . 《聖荷西信使報》. 2013-05-31  [2014-11-17]. （原始内容存档于2014-10-06） （英语）.
83. ↑  Ginny McPartland. . A History of Total Health. 2013-06-07  [2014-11-17]. （原始内容存档于2014-10-06） （英语）.
84. ↑  . 美国之音. 2019年6月5日  [2020年5月2日]. （原始内容存档于2020年9月6日）.
85. ↑  . Daily Press. 2019年6月3日  [2020年5月2日]. （原始内容存档于2020年9月6日）.
86. ↑  . kyodo news. 2019-06-04  [2020-05-02]. （原始内容存档于2020-09-06）.
87. ↑  . 联合新闻网. 2019年5月27日  [2020年5月2日]. （原始内容存档于2020年9月6日）.
88. ↑  . 沙漠里的坦克人. 2019年8月21日  [2020年5月2日]. （原始内容存档于2020年9月6日）.
89. ↑  . RFI - 法国国际广播电台. 2019年6月3日  [2020年5月2日]. （原始内容存档于2020年7月25日）.
90. ↑  . e南洋商报. 2019年2月26日  [2020年5月2日]. （原始内容存档于2020年5月24日）.
91. ↑  . HELSINGIN SANOMAT. 2019年6月4日  [2020年5月2日]. （原始内容存档于2020年9月6日）.
92. ↑  . DAILY PRESS. 2019-06-04  [2020-05-02]. （原始内容存档于2020-09-06）.
93. ↑  . Los Angeles Times. 2019年6月4日  [2020年5月2日]. （原始内容存档于2020年10月1日） （英语）.
94. ↑  . 自由亚洲电台. 2019年6月4日  [2020年5月2日]. （原始内容存档于2020年9月6日）.
95. ↑  . 朝鲜日报. 2019年6月7日  [2020年5月2日]. （原始内容存档于2020年9月6日）.
96. ↑  . 《蘋果日報》. 2012-10-28  [2014-01-17]. （原始内容存档于2016-04-30） （中文（繁體））.
97. ↑  . 美國之音. 2012-06-02  [2014-01-17]. （原始内容存档于2014-02-02） （中文（繁體））.
98. ↑  海濤. . 美國之音. 2011-10-19  [2014-01-17]. （原始内容存档于2014-10-06） （中文（繁體））.
99. 1 2  Andrew Higgins. . 《華盛頓郵報》. 2011-08-27  [2014-01-17]. （原始内容存档于2014-05-30） （英语）.
100. ↑  明娟. . 多維新聞. 2013-06-03  [2014-01-17]. （原始内容存档于2014-02-03） （中文（繁體））.
101. ↑  . 《蘋果日報》. 2013-06-03  [2014-01-17]. （原始内容存档于2014-02-02） （中文（繁體））.
102. ↑  Didi Kirsten Tatlow. . 《紐約時報》. 2013-06-04  [2014-01-17]. （原始内容存档于2013-10-18） （英语）.
103. ↑  Michael Kelley. . 《商業內幕》. 2013-06-04  [2014-01-17]. （原始内容存档于2014-01-17） （英语）.
104. ↑  Josh Chin. . 《華爾街日報》. 2013-06-04  [2014-01-17]. （原始内容存档于2014-02-09） （英语）.
105. ↑  . 《明報》. 2016-06-05  [2016-06-05]. （原始内容存档于2016-08-06） （中文）.
106. ↑  . sohu.com. 2017-06-02. （原始内容存档于2017-06-03） （中文（中国大陆））.
107. ↑  Jeff Bee. . 《Fast Company》. 2019-04-16  [2019-04-20]. （原始内容存档于2019-04-18） （英语）.
108. ↑  Zhang, Michael. . PetaPixel. April 29, 2019  [2021-01-11]. （原始内容存档于2020-11-07）.
109. ↑  . 彭博社. 2019-04-19  [2019-04-20]. （原始内容存档于2019-04-20） （英语）.
110. ↑  Alex Linder. . Gothamist（英语：Gothamist）. 2019-04-19  [2019-04-20]. （原始内容存档于2019-04-20） （英语）.
111. ↑  William Yang. . 德國之聲. 2019-04-19  [2019-04-20]. （原始内容存档于2019-04-20） （简体中文）.
112. ↑  廖威誌. . 民視新聞台. 2019-04-19  [2019-04-20]. （原始内容存档于2019-04-21） （繁体中文）.
113. ↑  . Reuters. 2021-06-04  [2021-06-06]. （原始内容存档于2021-07-05）.
114. ↑  . Radio Free Asia.   [2021-06-06]. （原始内容存档于2021-06-20） （中文（中国大陆））.
115. ↑  News, A. B. C. . ABC News.   [2021-06-06]. （原始内容存档于2021-06-28） （英语）.
116. ↑  Welle (www.dw.com), Deutsche. . DW.COM.   [2021-06-06]. （原始内容存档于2021-06-20） （中文（中国大陆））.
117. ↑  孟建国. . 纽约时报中文网. 2021-06-07  [2021-06-12]. （原始内容存档于2021-06-12） （中文（简体））.
118. ↑  . www.ntdtv.com. 2022-05-20  [2022-05-22]. （原始内容存档于2022-06-03） （中文（简体））.
119. ↑  自由時報電子報. . 自由時報電子報. 2022-06-04  [2022-06-05]. （原始内容存档于2022-06-10）.
120. ↑  胡锡进. . Twitter. 2020-04-20  [2021-08-02]. （原始内容存档于2020-04-21）. He is the “Tank Man” of the US. He tries to block the arrogance, anti-scientific temperament of some Americans, which is, however, supported and promoted by the US President.
121. ↑  . RFI - 法国国际广播电台. 2020-04-21  [2021-06-08]. （原始内容存档于2021-05-12） （中文（简体））.
122. ↑  褚文. . 香港01. 2020-04-21  [2021-06-08]. （原始内容存档于2021-06-08） （中文（香港））.
123. ↑  . 自由時報.   [2021-04-05]. （原始内容存档于2021-06-04） （中文（臺灣））.
124. ↑  . 英国卫报.   [2022-02-25]. （原始内容存档于2023-05-11） （英语）.

## 外部連結
39°54′23.5″N 116°23′59.8″E / 39.906528°N 116.399944°E